# Kelly Jones
Kelly Jones (3 de junio de 1974) es el compositor, cantante, guitarrista y líder de la banda de Rock galesa Stereophonics. Es conocido por su rasposa y poderosa voz por la cual ha sido elogiado en varias ocasiones, sus principales influencias musicales son The Beatles, Pink Floyd, Led Zeppelin, Bob Dylan y Neil Young. También es conocida su mala relación con la prensa y críticos musicales.

## Biografía

### Vida en la juventud y debut
Kelly vivió en la pequeña ciudad de Cwmaman, cerca de Aberdare, donde se hizo amigo de sus vecinos, Stuart Cable y Richard Jones y juntos empezaron a versionar a sus bandas favoritas.
En su juventud mostró un gran talento en componer canciones y llegó a considerar ser escritor antes que músico.
La BBC se interesó en parte de su trabajo pero, como la banda progresó con su propio material, Kelly decidió usar su talento narrativo para escribir canciones.
Kelly incluso flirteó con la idea de boxear, puesto que era bueno en su juventud. Gran parte de su vida está documentada en el álbum debut de Stereophonics, incluyendo su paso como empleado en un supermercado local.
Stereophonics tuvo gran éxito en 1996 girando por todo Wales al ser la primera banda que firmó con la nueva compañía de Richard Branson, Virgin Records. Su sonido distintivo inspirado en el Britpop de Oasis y el rock&roll de los 70, les hizo valedores de una serie de éxitos en las listas británicas. Sin embargo, el éxito no les llegó con su primer álbum "Looks Like Chaplin", puesto que no vendieron suficientes copias para entrar en las listas de éxitos pero con gran apoyo de sus fanes.
Su siguiente sencillo fue lanzado en noviembre de 1997."Local boy in the photograph" se quedó a un puesto del Top 50 del Reino Unido. A pesar de todo siguieron contando con apoyo constante y experimentaron un gran crecimiento en su número de fanes y hicieron conciertos gratis para sus fanes.
Con el lanzamiento oficial en enero de 1998 de "Words Gets Around" disco con las copias RE-grabadas con mayor desempeño, se quedaron en el puesto número 3 en el ranking del Reino Unido, algo insólito hoy en día para el trío galés.

### 1998-presente: Éxito
En febrero de 1998 recibieron el premio Brit al Mejor Grupo revelación, y el premio de mejor disco nuevo, la misma semana en que la relanzaron el sencillo de "Local Boy in the photograph" llegaba al número 5 en las listas y conseguían su primer disco de oro en el Reino Unido, vendiendo unas 100.000 copias. Durante este año Stereophonics tuvo una exitosa gira alrededor de Europa, Australia, Japón, Canadá y Estados Unidos. Tocaron frente a más de 10 000 personas el 12 de junio de 1998 en Cardiff Castle, lo que fue considerado un gran éxito.
En 1999 después de tocar en otro gigantesco concierto en el actualmente demolido Morfa Stadium de Swansea el 31 de julio, (relanzaron su primer sencillo con dos bonus) en febrero de 1999 lanzaron el considerado dificultoso segundo álbum, que llevó el título de "Performance & Cocktails". Este fue su primer álbum número 1 en las listas británicas. Performance & Cocktails mostró como 3 jóvenes de una pequeña localidad galesa se convertían en estrellas del rock, y de las historias que tenían que contar. Kelly no volvió a cantar más sobre pequeñas localidades, sino que compuso himnos como "The Bartender and the Thief" y "Just looking", y canciones como "Plastic California", documentando su paso por los Estados Unidos. Durante este tiempo colaboraron también con Tom Jones en una versión de la canción de Randy Newman "Mama told me not to come" de su álbum "Reload".
En el año 2000, hubo rumores de separación luego de que Kelly anunciara un disco solista y una gira en solitario. hizo su gira en solitario pero después volvió con los stereophoncs.
Sin embargo, la noche del debut en Vicar Street en Dublín, Kelly llegó al escenario y dijo: "¿Qué ocurre? Eso de que la banda se separa...son tonterías".
Después de otra exitosa gira por Europa llenando estadios, volvieron al estudio de grabación para salir con "Just Enough Education to perform". En el primer sencillo, "Mr. Writer", Kelly habla sobre lo que los periodistas dijeron sobre él y sobre cómo cambian las palabras de los artistas luego de que estos realizan las entrevistas. A pesar de esto, Mr. Writer consiguió aún más fanes. Singles exitosos fueron también "Have a nice day", "Step on mu old size nines" y una versión de "Handbags and Gladrags" de Mike d'Abo, que aún hoy se puede escuchar en la radio, todo esto estableció a Stereophonics como una de las mejores bandas británicas, aún hoy en día. En ese mismo año ganaron el premio de Mejor banda de Europa.
También consiguieron su mayor audiencia hasta el momento cuando tocaron ante 80.000 personas en el Slane Castle de Irlanda y terminaron con un show de Navidad en el Millennium Stadium, Cardiff, teniendo de teloneros a Feeder and Ocean Colour Scene. Sacaron su cuarto álbum de estudio con "You gotta Go There to Come Back"2004. Ya para entonces, todo el mundo sabía el lugar que ocupaba Stereophonics. Canciones geniales como "Maybe Tomorrow"llegando al número 1 en las listas europeas, "Madame Helga" y otras más, sobresalen de este disco.
En 2004 coincidiendo con su gira por Alemania, el baterista Stuart Cable abandonó la banda por problemas con Kelly Jones, y fue reemplazado temporalmente por Steve Gorman. Según Stuart, "Me mantuve fuera. Sabía cuando empezamos que no estábamos muy bien y esperé por si mejoraba. Se hizo obvio que esto no iba a ocurrir y lo dije. A Kelly esto no le gustó en absoluto."los rumores parecían marcar el final, pero finalmente la banda hizo una conferencia de prensa diciendo que todo estaba bien y anunciaron la salida de su quinto álbum y anunciaron la salida de stuart cable, y presentaron a su nuevo baterista.
Su quinto álbum de estudio "Language, Sex, Violence, Other?" salió a la venta en marzo de 2005, con su nuevo baterista, el argentino Javier Weyler. La banda obtuvo su primer número uno con la genial canción "Dakota", en cuyo vídeo aparece Kelly conduciendo un auto usando gafas de sol. El segundo sencillo fue "Superman", inspirado en el roquero Black Sabbath. Esta canción no obtuvo el mismo éxito que Dakota, pero quedó en el número 10. Después vino "Devil", que se quedó en el número 1.
En enero de 2005 tocó solo en el concierto de caridad en ayuda de los afectados del tsunami de diciembre de 2004 celebrado en el Millenium Stadium de Cardiff, que fue el mayor concierto de música de caridad desde el Live Aid de 1985, en el cual tocaron artistas como Eric Clapton.
El 2 de julio de 2005 pararon su gira mundial para tocar en el Live 8 en Hyde Park, ante una audiencia de 250.000 personas, la mayor de la historia. Cabe destacar la gran actuación del grupo en dicho evento.la banda finalizó su gira mundial y confirmaron que empezaron a grabar demos nuevos.
En 2006 Stereophonics iba a hacer de telonera de los legendarios Oasis, pero debido a un desafortunado problema familiar no se llevó a cabo. Sin embargo, comenzaron a grabar su sexto álbum de estudio llamado "Pull the Pin", que salió a la venta el 15 de octubre de 2007. Pull the Pin retorna a su clásico sonido rock, como fue el primero, con una clara influencia del rock de los años 70. Cabe destacar los 2 llenos completos que experimentaron en los días 15 y 16 de noviembre en el Wembley Arena de Londres, tocando ante más de 20.000 personas cada uno de los días, después de los dos Wembley abarcaron una gira por toda Europa llenando nuevamente estadios y arenas, esa gira terminó en el millenium stadium.
Kelly, además de gran músico, es también escritor, productor y musicalizador.

## Problemas con la prensa
Kelly Jones ha tenido siempre una turbia relación con los medios de comunicación que de manera usual y sorprendente han criticado su contribución a la música. Esta mala relación se vio empeorada cuando Kelly escribió "Mr. Writer", canción que se convertiría en uno de los éxitos de Stereophonics.

## Discografía
Como solista
- Only the Names Have Been Changed (2007)
- Don't let the devil take another day (2020)